# Fábrica Kreenholm
La Fábrica Kreenholm —en estonio: Kreenholmi Manufaktuur— fue una empresa textil ubicada en la isla fluvial de Kreenholm, en la ciudad de Narva, Estonia, cerca de la frontera con Rusia. Está situada a lo largo de las orillas del río Narva, junto a las grandes cataratas de Narva, a 16 kilómetros del mar Báltico. Fue fundada por Ludwig Knoop en 1857, un comerciante de algodón de Bremen, Alemania. En su momento, los molinos de hilado y fabricación de algodón de la empresa fueron los más grandes del mundo, y Kreenholm fue considerada en su época como la fábrica más importante del antiguo Imperio ruso, poseyendo 32 000 acres de tierra y empleando a 12 000 personas.
En 1872, la fábrica de Kreenholm fue escenario de la primera huelga laboral en la historia de Estonia, así como una de las huelgas más tempranas en todo el entonces Imperio ruso. Tras la invasión y ocupación soviética de Estonia en 1940, las propiedades de la empresa fueron nacionalizadas. Los activos de Kreenholm fueron privatizados nuevamente en 1994, tres años después de que Estonia recuperara su independencia. La nueva empresa quebró en 2010 y continuó con operaciones limitadas tras la compra por parte de un nuevo propietario —Kreenholmi Manufaktuur OÜ—.

## Historia
La isla donde se ubicaría la fábrica estaba situada entre dos cascadas del río Narva, con vistas a la ciudad de Narva. La zona formó parte de Suecia hasta ser capturada por el Zarato de Rusia en 1704, durante la Gran Guerra del Norte (1700–1721). A lo largo del siglo XVIII, solo existía un pequeño aserradero en la isla, ya que una adinerada familia de comerciantes alemanes locales era propietaria de la isla y la utilizaba como lugar de veraneo. Durante la década de 1820, un comerciante alemán intentó sin éxito iniciar una fábrica de lana en la isla; dicha empresa fue disuelta en 1831.

### Mediados del sigloXIXy fundación de Kreenholm

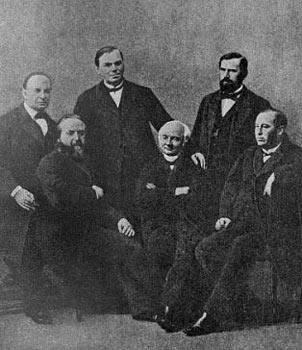
Los fundadores de la Kreenholm Manufacturing Company (1857). De pie, desde la izquierda: Ernst Kolbe, los hermanos Aleksey Khludov y Gerasim Khludov. Sentados, desde la izquierda: Kuzma Soldatyonkov, el barón Ludwig Knoop y Richard Barlow. (Ilustración del Álbum «Manufactura de Krenholm. Descripción histórica, compuesta con motivo del quincuagésimo aniversario de su existencia»; San Petersburgo, 1907).

En 1856, Ludwig Knoop, pionero de la industria algodonera, compró la isla de Kreenholm por 50 000 rublos a los herederos del comerciante local Sutthoff. La empresa manufacturera fue fundada un año después, en 1857, por Knoop junto con los inversores iniciales Kuzma Soldatyonkov, Aleksey Khludov, Gerasim Khludov, Richard Barlow y Ernst Kolbe. Se constituyó como una sociedad por acciones compuesta inicialmente por 400 acciones de 5000 rublos cada una, lo que valoraba la empresa en 2 millones de rublos. El estatuto fue aprobado por el zar Alejandro II el 23 de julio de 1857. Knoop fue el director general de la empresa hasta su muerte en 1894, siendo sucedido en el cargo por Johann Prowe.

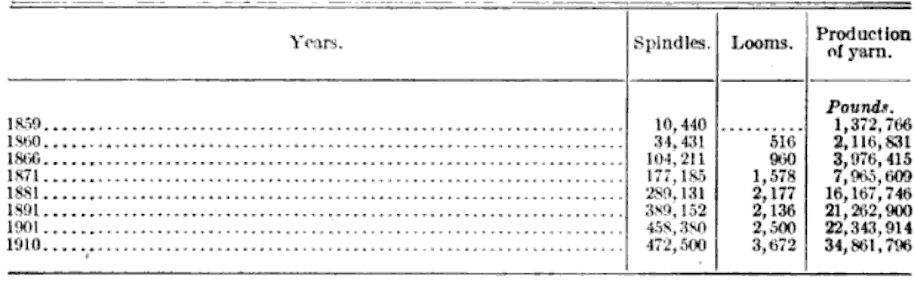
Cuadro que muestra el crecimiento de la producción de la fábrica durante sus primeros 50 años, en términos de producción.

Varios invitados prominentes asistieron a la ceremonia de colocación de la primera piedra el 30 de abril de 1857. El diseño original de la fábrica constaba de cuatro grandes edificios divididos en dos fábricas. Un edificio de hilado «izquierdo» y uno «derecho» —llamados korpus—, que juntos formaban la fábrica de hilado, y una fábrica de tejido concebida de la misma manera. El korpus izquierdo de la fábrica de hilado fue el primero en completarse en otoño de 1857 y comenzó a operar en el otoño de 1858; más tarde sería conocido como la «Mitad Antigua» o el «Ala Vieja». Los otros tres edificios se construyeron en los años siguientes, con la mayoría del trabajo completado hacia 1862, aunque el crecimiento continuo de la plantilla de trabajadores llevó a una expansión de viviendas para empleados durante la década de 1860.
Además de las fábricas y los dormitorios, durante esos años se construyeron otros edificios, entre ellos: una casa de apartamentos para empleados administrativos, una casa para capataces y supervisores, una pequeña escuela, una pequeña enfermería y una farmacia.

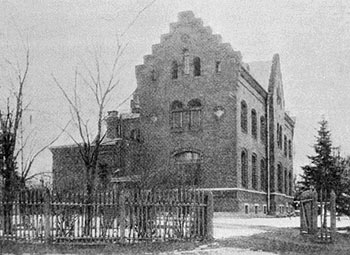
La casa construida para el director de la empresa.

Las fábricas fueron construidas con piedra caliza de una cantera local; todas las estructuras para los trabajadores se construyeron con troncos. Como el mar Báltico se encuentra a solo unos 16 km, se erigieron grandes almacenes de algodón en el puerto, en la desembocadura del río, donde se almacenaba el algodón importado directamente de los Estados Unidos o de Liverpool, y luego se transportaba río arriba hasta la fábrica según se necesitara. En 1870 se construyó una nueva hilandería en la isla, y en 1872 la compañía compró la isla adyacente de Georgiyevsky, donde se edificó otra fábrica en 1899. La empresa también adquirió la mansión de Joala y la convirtió en una fábrica en 1884, ampliándola en 1890. El complejo fabricaba inicialmente calicó y recibía materias primas de América, Egipto e India. La apertura del ferrocarril San Petersburgo–Tallin (Reval) permitió el acceso a los mercados de Asia Central. En 1893 contaba con 340 000 husos, 22 000 telares y empleaba a 7000 personas.
El profesor Gerhart von Schulze-Gävernitz visitó las fábricas en la década de 1890 y afirmó que «todo el lugar es un pedazo de Inglaterra en suelo ruso».
La maquinaria de cardado e hilado procedía de la empresa Platt Brothers & Co Ltd, de Oldham, Inglaterra. Algunos de los telares eran ingleses, pero la mayoría fueron fabricados por la propia empresa en su fundición y taller mecánico, los cuales estaban anexos a la fábrica. La fuente de energía principal incluía 11 turbinas hidráulicas con una potencia combinada de 8550 caballos de fuerza, complementadas por motores de vapor con 700 caballos de fuerza. El 70 % de los husos se utilizaba para fabricar hilos destinados principalmente a tejedores de los distritos textiles de San Petersburgo y Moscú. Una especialidad de la fábrica era el hilo de torsión 90s, elaborado con algodón egipcio, para fabricantes de neumáticos. La gama de hilos producidos era amplia, desde 3s hasta 90s, y unos 330 000 husos eran del tipo mule. El tejido consistía principalmente en telas estampadas de varias construcciones y sateens, ambas tejidas con urdimbre de 34s y trama de 38s. Prácticamente toda la producción se enviaba a una fábrica en Moscú durante esa época.

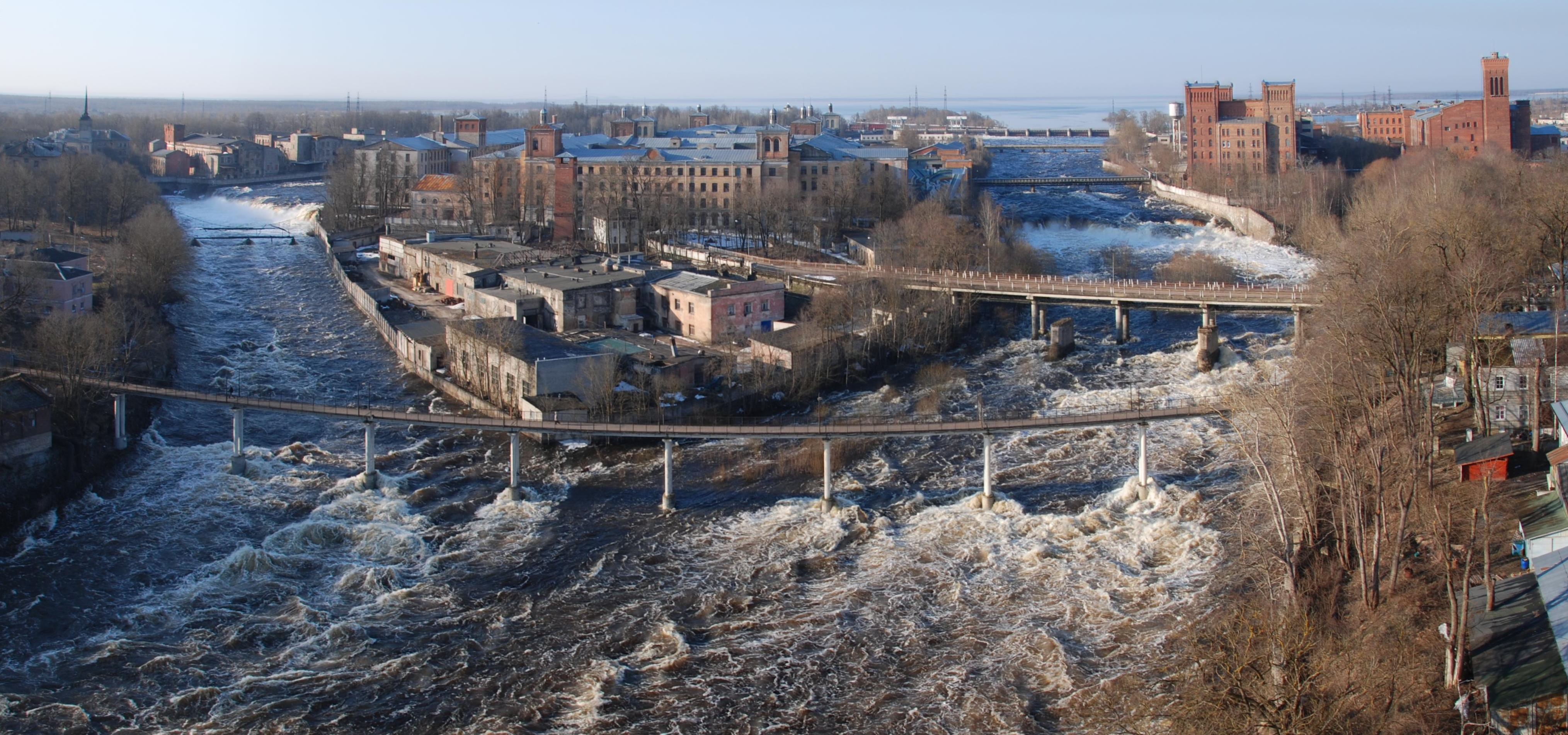
Vista general de la isla y sus instalaciones.

Los directores y subdirectores de las fábricas eran principalmente ingleses, aunque también había algunos alemanes y rusos. La mayoría de los obreros eran estonios, aunque la proporción inicial de trabajadores rusos aumentó con el tiempo. La compañía proporcionaba un hospital, educación para 1200 niños, una iglesia luterana —para los estonios y alemanes— y una iglesia ortodoxa rusa —construida con un coste de 250 000 dólares—. Los empleados vivían en la fábrica pagando un alquiler simbólico. Los propietarios ofrecían una asignación mensual y comida a los trabajadores que hubieran trabajado más de 30 años en la fábrica.

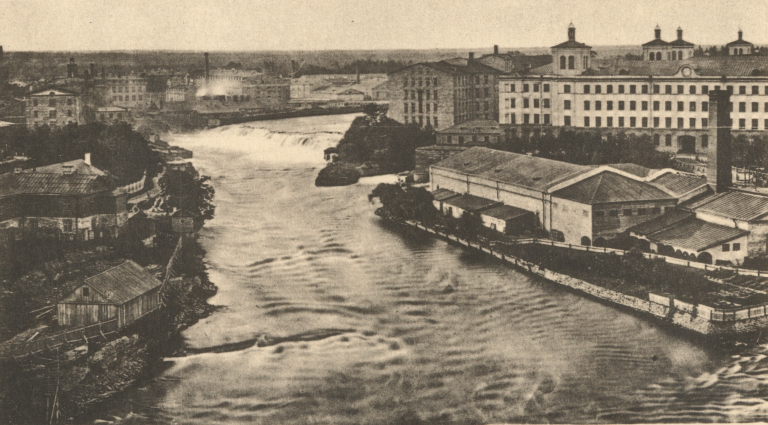
El río Narva, las cataratas de Narva y los edificios de la Kreenholm Manufacturing Company, 1886.

### La huelga de 1872
El 21 de julio de 1872 se desató un brote de cólera dentro de la fábrica que comenzó a propagarse entre los trabajadores. El inspector médico provincial, el Dr. Johann-Eduard von Falk, investigó el suceso y fechó el periodo del brote entre el 21 de julio y el 21 de septiembre. Informó de 503 infecciones y 334 muertes en la fábrica, aunque estas cifras —que fueron revisadas continuamente— fueron cuestionadas por trabajadores y observadores externos que pensaban que los números reales eran mucho más altos. Ante las duras condiciones laborales y de vida, los empleados culparon a la administración de la fábrica por su incapacidad para contener la enfermedad.
El 9 de agosto, los albañiles que trabajaban en la fábrica pidieron el pago atrasado y permiso para marcharse hasta que la enfermedad remitiera, pero la administración rechazó su solicitud. Ese mismo día, 120 albañiles se dirigieron a la ciudad de Narva para pedir ayuda al gobierno provisional. Tras una reunión infructuosa con el jefe regional de la Gendarmería Imperial, regresaron a la isla esa misma noche. Al volver a la fábrica, cientos de albañiles comenzaron a marchar solemnemente alrededor del recinto en señal de protesta.
Al día siguiente, el jefe regional de la gendarmería, el mayor Nikolái Andreianov, recibió órdenes de mejorar las medidas de prevención en la fábrica y de despedir a los albañiles que continuaran quejándose. De los 450 miembros del artel de albañiles, solo 190 permanecieron en la fábrica. Sin embargo, menos de una semana después, los casos de cólera alcanzaron su punto máximo y muchos de los que se habían marchado comenzaron a regresar. Tras este episodio, los albañiles no volvieron a participar en disputas laborales.
El 14 de agosto de 1872, durante la jornada laboral, unos 500 de los 900 tejedores abandonaron sus telares y se congregaron frente a la oficina de la dirección para exigir mejores condiciones laborales. Es probable que la causa inmediata fuera que las ventanas de la fábrica permanecían abiertas por razones higiénicas, lo que hacía que los trabajadores pasaran frío. Ernst Kolbe, director de la fábrica en ese momento y uno de los principales accionistas, solicitó ayuda a la gendarmería de Narva cuando las demandas de los trabajadores fueron más allá del cierre de ventanas. El mayor Andreianov acudió con tres oficiales para mediar en la negociación entre Kolbe y diez tejedores elegidos por los propios trabajadores.
Tras plantear sus demandas, Kolbe argumentó que los propietarios debían venir desde Moscú para autorizar los cambios, por lo que los trabajadores accedieron a seguir trabajando mientras esperaban. Durante la semana, más trabajadores —incluyendo muchos hiladores— se unieron a las protestas. El 21 de agosto, la delegación de trabajadores negoció sus demandas revisadas con dos propietarios llegados de Moscú, entre ellos el inversor principal Ludwig Knoop, con el gobernador provincial como mediador. A lo largo del día, se concedieron algunas mejoras, como una leve reducción de la jornada laboral y un aumento de salario.
El 9 de septiembre, un grupo de 24 trabajadores presentó una contrasolicitud, posiblemente en coordinación con la dirección, pidiendo que se restaurara el antiguo sistema de Kreenholm. Al enterarse de esto en la taberna de la fábrica, un grupo de trabajadores marchó hacia la casa de un gerente para protestar. La multitud fue dispersada pacíficamente, pero los trabajadores enviaron representantes a la gendarmería de Narva para apelar al gobierno. Se les negó una reunión con el gobernador, aunque Andreianov les sugirió acudir al jefe de policía, y los trabajadores accedieron a esperar.
Más tarde, tras conocer la versión de los directivos sobre lo sucedido la noche anterior, el jefe de policía del distrito, Hakenrichter Girard, arrestó a seis delegados de los trabajadores, quienes fueron condenados a una semana en la prisión de Narva. A la mañana siguiente, algunos trabajadores más fueron arrestados. Enterados de esto, unos 200 tejedores abandonaron sus puestos para exigir la liberación de sus compañeros. Armados con objetos contundentes, volvieron por la tarde para rodear la oficina de la administración y bloquear el puente que conectaba la isla con la orilla oeste.

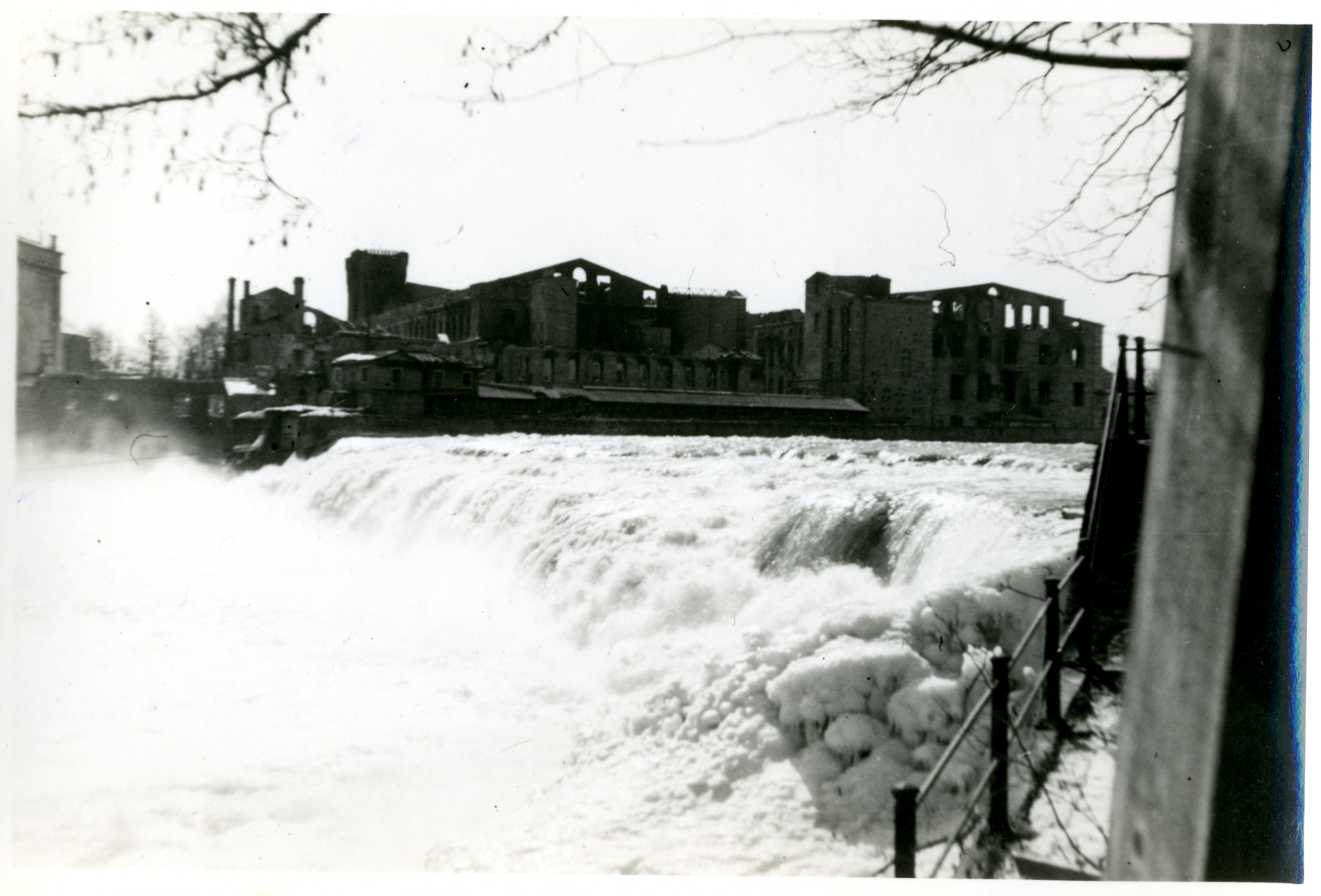
Las cataratas de Narva, de 7 metros, que alimentaban gran parte de la fábrica.

Otro grupo, de varios cientos de trabajadores, marchó hacia Narva para pedir la liberación de los detenidos. Las autoridades locales y la dirección de la fábrica pidieron apoyo militar. Al anochecer llegaron 220 soldados, quienes dispersaron a la multitud y mantuvieron el orden durante la noche. Al día siguiente continuaron los altercados entre trabajadores y soldados. Muchos empleados seguían negándose a trabajar y trataban de impedir que otros pudieran acceder a la fábrica. A mediodía, la administración envió a casa a quienes habían acudido a trabajar y la fábrica cerró por completo. Ante la incapacidad de contener las acciones de los trabajadores, se convocó al gobernador provincial y a un regimiento imperial, que llegó a las 6 de la tarde y logró restablecer el orden. Esta fue la primera gran huelga industrial en Estonia.
Al día siguiente se abrió una investigación oficial sobre los acontecimientos. Los soldados continuaron arrestando a los instigadores hasta el viernes 15 de septiembre. Al retirarse las tropas, el gobernador ordenó reorganizar la policía local para responder mejor a futuros conflictos en la fábrica, destituyendo al jefe de la policía de la empresa y disolviendo de facto su fuerza.
Del 18 al 28 de septiembre de 1872, el tribunal de distrito celebró una sesión especial para juzgar los delitos cometidos durante la huelga: 29 trabajadores fueron imputados. Las tensiones entre trabajadores y dirección continuaron en septiembre y octubre, por lo que se formó una comisión estatal el 17 de octubre para evaluar la situación. El informe final, entregado el 15 de noviembre, dictaminó que Kreenholm debía someterse a las leyes generales del país —anulando un estatuto anterior—, que una fuerza policial permanente designada por el gobernador sería asignada a la fábrica y que el antiguo sistema de multas a los trabajadores sería reemplazado por uno «más justo». Sin embargo, solo algunas de estas medidas se implementaron realmente, a medida que la supervisión del gobierno se desvanecía.
Diez años después, en 1882, tuvo lugar una segunda huelga de trabajadores en la fábrica. Un colectivo de hiladores abandonó sus puestos para enfrentar nuevamente a la administración con quejas relacionadas con la compensación y las condiciones de vida en la fábrica. Como respuesta, se produjo un cierre patronal y el gobierno, anticipando nuevos disturbios, envió tres batallones a Kreenholm. El ejército permaneció una semana en el lugar mientras la huelga continuaba, aunque pequeños grupos de trabajadores comenzaron a reincorporarse a sus puestos durante ese tiempo. Algunos de los trabajadores que habían recurrido a acciones violentas fueron arrestados, mientras que la fábrica retomó sus operaciones con normalidad la semana siguiente.

### SigloXX
Los hijos de Knoop, Theodor y Andreas, asumieron la dirección de la fábrica tras el fallecimiento de Johann Prowe en 1901. Kreenholm dominaba la economía local de Narva en esa época. En 1903, la empresa producía satén, lustrina, muselina y batista. En 1910, los salarios pagados ascendieron a 1 370 000 dólares. Ese año se utilizaron 74 660 fardos de algodón, de los cuales se obtuvieron 34 861 796 libras de hilo y 159 994 piezas de tela —de un promedio de 45 yardas cada una—. Antes de la Primera Guerra Mundial, la fábrica empleaba a 10 400 personas y producía anualmente 17 500 toneladas de hilo y 75 millones de metros de tejido, lo que representaba aproximadamente el 10 % de la producción de telas de algodón del Imperio. En ese período, la empresa estaba valorada en unos 12 millones de rublos de plata y sus activos alcanzaban los 25 mil millones de rublos. Era uno de los mayores fabricantes textiles del mundo.
Hacia el final de la Primera Guerra Mundial, en 1918, el ejército alemán ocupó Narva. Durante la ocupación, la fábrica produjo vendas y tejidos para el esfuerzo de guerra alemán. Sin embargo, al retirarse ese mismo año, el ejército alemán se llevó el suministro de algodón de Kreenholm, dejando a la empresa sin materias primas con las que seguir produciendo al finalizar el conflicto.
Cuando Estonia se convirtió en un país independiente en 1918, perdió el acceso a los mercados de la entonces Rusia soviética. En 1921, la empresa contaba con solo 1453 empleados y la industria algodonera estonia entró en crisis. Aunque la fábrica se vio obligada a reducir su plantilla y disminuir la producción, pronto logró acceder a otros mercados extranjeros y disfrutó de cierto éxito comercial durante las décadas de 1920 y 1930, en el marco de la República independiente de Estonia. En 1939, la fábrica contaba con 2736 empleados. Durante la Segunda Guerra Mundial, con la invasión y ocupación soviética de Estonia en 1940, el nuevo régimen estalinista nacionalizó las instalaciones de Kreenholm, junto con el resto de las industrias del país ocupado.

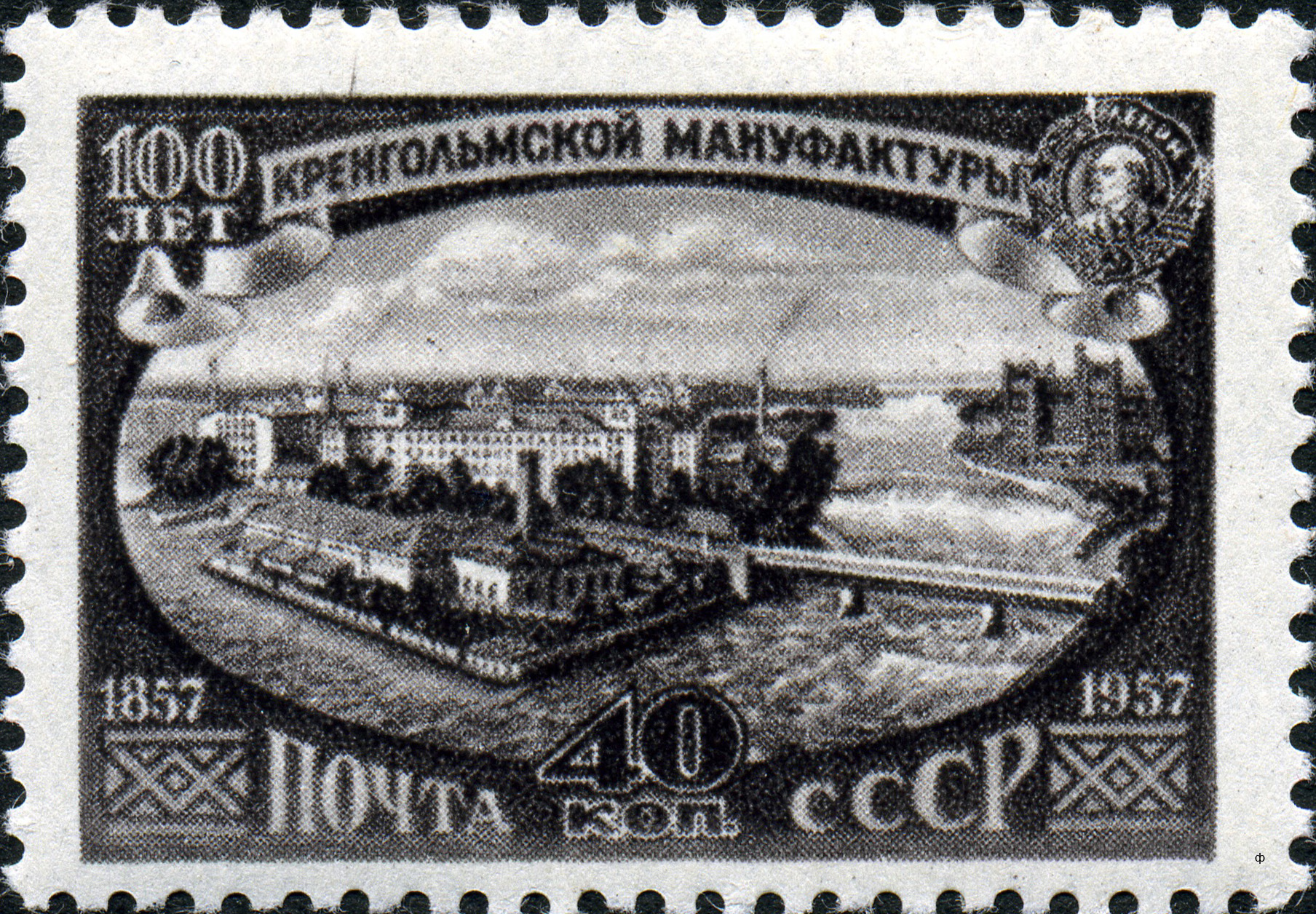
100 años de fabricación de Krenholm. Correo de la URSS, 1957.

La primera orden de nacionalización de Kreenholm fue emitida por las autoridades estalinistas el 29 de julio de 1940. Konstantin Kosko fue nombrado como el primer director de la fábrica bajo el nuevo régimen. Durante la ocupación soviética de Estonia entre 1940 y 1941, la fábrica perdió el acceso a los mercados europeos, pero el régimen soviético logró aumentar la producción para satisfacer las necesidades internas de tejido del país. El ejército nazi alemán capturó Narva el 18 de agosto de 1941 y utilizó la ciudad para abastecer su esfuerzo de guerra. Cuando el Ejército Rojo recuperó Narva el 26 de julio de 1944, la ciudad estaba destruida, la fábrica era inoperable y los daños causados ascendían a un valor estimado de 250 millones de rublos soviéticos. No obstante, las autoridades estalinistas decidieron restaurar la fábrica «para servir a la Unión Soviética».
Durante la ocupación soviética de Estonia entre 1944 y 1991, la fábrica Kreenholm se convirtió en una gran «empresa industrial socialista», que operaba de acuerdo con las órdenes de la economía planificada soviética y no con fines de lucro. De 1945 a 1955, la fábrica pasó de tener 208 empleados, 58 368 husos y 42 telares, a contar con 9360 empleados, 222 516 husos y 4091 telares. En 1960, una tejedora de la fábrica llamada Taisia Marchenko recibió el título de Heroína del Trabajo Socialista. Para la década de 1960, la empresa había recuperado su máxima capacidad productiva y se convirtió en uno de los mayores fabricantes textiles de la antigua Unión Soviética. Kreenholm amplió sus instalaciones y su gama de productos, añadiendo, entre otras cosas, talleres de arte para diseño, lo que le permitió contar con un ciclo completo de producción. En este período, el empleo alcanzó las 12 500 personas.
A principios de los años 1970, la empresa soviética utilizaba aproximadamente 13 000 hectáreas de terreno y empleaba a unas 12 000 personas. Entre 1981 y 1985, Kreenholm pasó por un proceso de reestructuración que aumentó su producción y mejoró las condiciones laborales. En 1985, fue una de las tres empresas seleccionadas en Estonia para experimentar con la exportación de productos fuera de la URSS y entrar en mercados extranjeros. Esto incrementó las inversiones y diversificó los productos, alcanzando un pico de 4 millones de dólares en exportaciones tanto en 1989 como en 1990. Después de 1986, la empresa ya no dependía de la aprobación del ministerio textil en Moscú, ya que había obtenido la autorización para exportar de forma independiente.
Con la restauración de la independencia de Estonia en 1991, Kreenholm tuvo que afrontar una difícil transición hacia la economía de mercado global. El gobierno nacional fundó la Empresa Estatal de Manufactura Kreenholm para renovar la producción. El proceso de privatización en Estonia comenzó en 1994, y el 1 de enero de 1995 una empresa sueca, Borås Wäfveri AB, adquirió la empresa. Fue renombrada como Krenholm Group y su reestructuración incluyó varias unidades de producción, entre ellas: Krenholm Finishing, Krenholm Sewing, Krenholm Spinning, Krenholm Terry Clothes, Krenholm Weaving y Krenholm Service. También era propietaria de importantes filiales de ventas como Krenholm Textile, Krenholm Scandinavia AB y Krenholm Germany GmbH. Narva se convirtió en el principal centro de producción del grupo y, en 1999, Borås Wäfveri AB poseía todas las acciones del grupo.

### SigloXXI

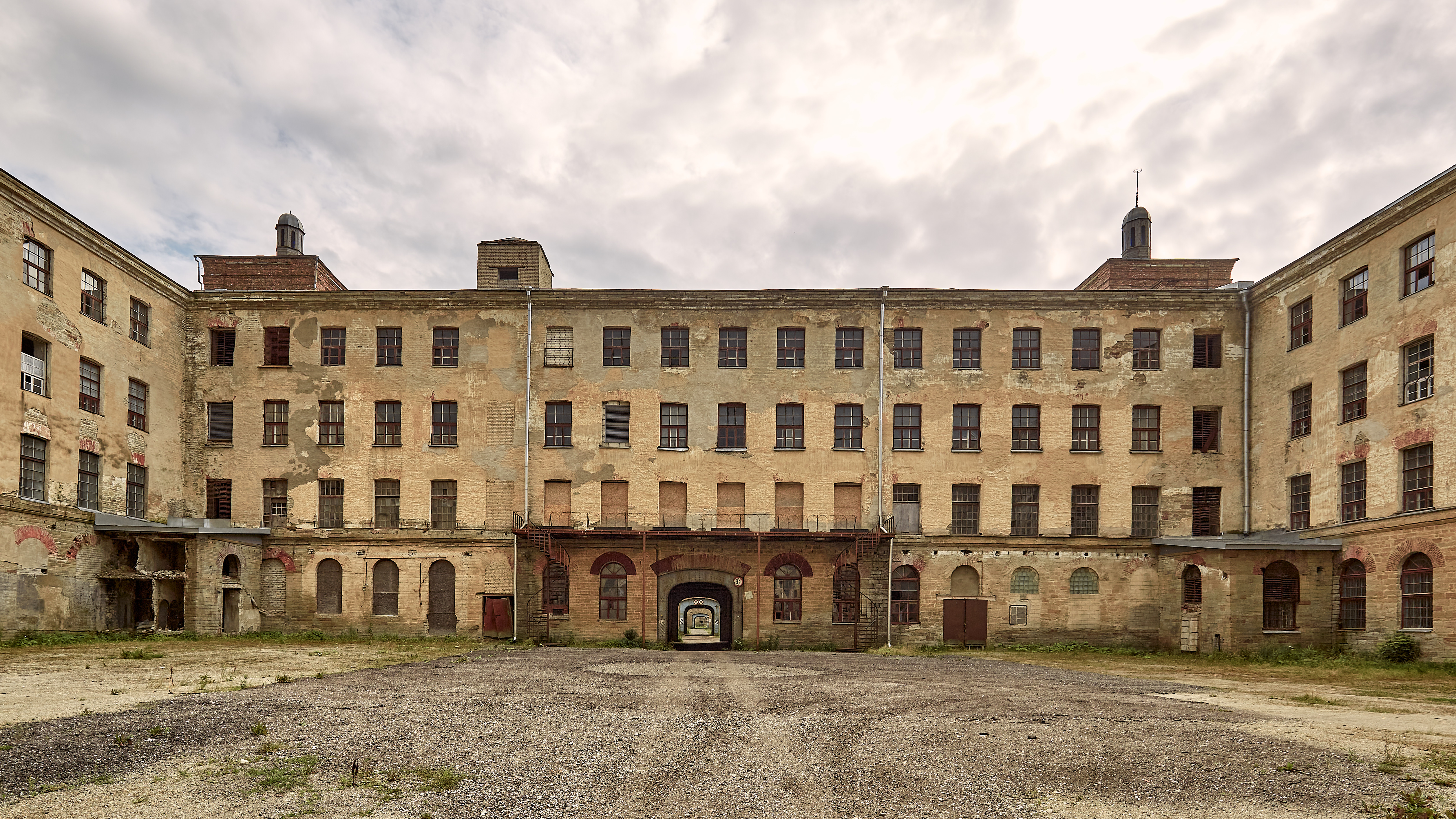
El edificio de la fábrica en 2020.

En el año 2000, las ventas de Kreenholm alcanzaron su punto máximo desde la adopción de la economía de mercado, con un total de 1,24 millones de coronas. En 2001, la empresa exportaba el 86 % de su producción, principalmente a mercados de la Unión Europea y de Estados Unidos. En 2002, contaba con 4900 empleados. A lo largo de los primeros años de la década de 2000, la empresa registró pérdidas y atravesó un proceso de reestructuración que conllevó numerosos despidos. En 2003, se vio obligada a despedir a 170 trabajadores tras el cierre de su unidad de hilado. A principios de 2004, tenía 4600 trabajadores, de los cuales otros 400 fueron despedidos en abril del mismo año. Durante este periodo, el Banco Mundial recomendó que la empresa redujera su plantilla a 3800 personas para evitar una crisis financiera. En medio de los despidos, los sindicatos de Narva organizaron una protesta silenciosa frente a la sede de Kreenholm. A pesar de las dificultades, la empresa logró mantenerse a flote gracias a la financiación de bancos estonios y de la Corporación Financiera Internacional. En 2007, la empresa Narva Gate compró los terrenos donde se ubicaba Kreenholm.
La compañía Krenholm fue finalmente declarada en quiebra en noviembre de 2010. Fue adquirida por la empresa sueca Prod i Ronneby AB, cuya filial en Narva, Eurotekstiil, continuó con algunas de las operaciones. Cuando se declaró la quiebra, la empresa aún empleaba a unas 500 personas y acumulaba una deuda de 9,5 millones de euros. Para 2012, el presidente de la compañía declaró que sería «absolutamente imposible» restaurar la escala operativa que había tenido en el pasado. Actualmente, existen planes para construir un barrio cultural manufacturero en el sitio de Kreenholm. En 2012, Eurotekstiil cambió su nombre a Kreenholmi Manufaktuur OÜ y adquirió la marca registrada de la antigua fábrica para usarla en su línea de productos textiles, como rollos de cortinas y ropa de cama de satén. La empresa contaba con 31 trabajadores en 2021.